# Artistskatt
Artistskatt, A-SINK, är i Sverige en skatt som betalas av artister och idrottsmän bosatta utanför Sverige samt av artistföretag och arrangörer hemmahörande i utlandet. Artistskatten är 15 % av den skattepliktiga inkomsten, medan arbetsgivaravgiften betalas som vanligt. Artisten ska för att kunna betala artistskatt inte ha fast anknytning till Sverige, vilket av Skatteverket tolkats som att denne inte arbetar i landet mer än ett halvår. Före 1 januari 2010 utgick inga arbetsgivaravgifter på artistskatten. 
Skatten har av vissa idrottsklubbar använts genom att låta utländska spelare endast bo i Sverige under halvårsperioder, vilket dock gör att de missar delar av säsongerna.
Motsvarande skatt finns även i andra länder. I Danmark kan artistskatt betalas under tre år, vilket bland annat inneburit en stor fördel för danska idrottsklubbar vid värvning av svenska och andra utländska spelare.